# Covington (Virginia)
Covington ist eine unabhängige Stadt im US-Bundesstaat Virginia. Das U.S. Census Bureau hat bei der Volkszählung 2020 eine Einwohnerzahl von 5.737 ermittelt.
Die nach dem General und Politiker Leonard Covington benannte Stadt ist Sitz des sie umgebenden Alleghany County.

## Geographie
Covington hat eine Fläche von 14,7 km².
In der Stadt mündet der Dunlap Creek in den Jackson River.